# رمون لوویو
رمون لوویو (فرانسوی: Raymond Louviot‎; ۱۷ دسامبر ۱۹۰۸ – ۱۴ مهٔ ۱۹۶۹) دوچرخه‌سوار اهل فرانسه بود.